# Jean-Pierre Brulois
Jean-Pierre Brulois (ur. 18 kwietnia 1957, Lille) – francuski sztangista, trójboista siłowy i strongman.
Najlepszy francuski strongman w historii tego sportu.

## Życiorys
Jean-Pierre Brulois jest tym francuskim siłaczem, który zdobył najwyższą lokatę dla Francji w indywidualnych Mistrzostwach Świata Strongman.
Rekordy życiowe
- rwanie 120 kg (Junior)
- podrzut 150 kg (Junior)
- przysiad 402,5 kg
- wyciskanie 250 kg
- martwy ciąg 340 kg

## Osiągnięcia strongman
- 1985
  - 8. miejsce - Mistrzostwa Świata Strongman 1985
- 1986
  - 5. miejsce - Mistrzostwa Świata Strongman 1986
- 1987
  - 5. miejsce - Mistrzostwa Europy Strongman 1987
- 1988
  - 7. miejsce - Mistrzostwa Świata Strongman 1988